# كهريزك
كهريزك (بالفارسية: کهریزک) هي منطقة سكنية تقع في إيران في Kahrizak District. يقدر عدد سكانها بـ 8,704 نسمة .